# 鄭榮豐
鄭榮豐（1963年—），臺灣南投人，中華民國空軍二級上將，現任空軍司令部二級上將司令。曾任參謀本部上將副參謀總長執行官，參謀本部中將副參謀總長、空軍司令部中將副司令、空軍司令部中將參謀長、空軍作戰指揮部中將指揮官、空軍司令部中將政戰主任、空軍司令部少將副參謀長、空軍司令部少將戰訓處長、空軍499聯隊少將聯隊長、空軍455聯隊上校副聯隊長、國防部副部長室上校聯絡官，畢業於中正預校高中部中三期、空軍官校74年班、國防大學戰爭學院、國防大學空軍指揮參謀學院、國立臺灣大學社會科學院政治系政府及公共事務組碩士。2013年1月1日晉升少將、2017年1月1日晉升中將、2022年6月16日晉升二級上將。

## 經歷
鄭榮豐來自南投縣，於家中排行老四，上有一位哥哥及兩位姊姊:II。曾駕駛幻象2000戰鬥機在空軍操演中執行雲母飛彈實彈射擊，是當前極少數實際發射中程空對空飛彈的空軍將領。
2022年11月14日，鄭榮豐接任空軍司令。

## 荣誉

### 中华民国勋章奖章
- 光华甲种二等奖章（2018年3月16日颁授[8]）
- 陆海空军甲种二等奖章（2020年6月1日于台北忠勇营区中正堂颁授[9]）
- 干城甲种一等奖章（2021年5月3日于台北博爱营区颁授[10]）
- 四等宝鼎勋章（2022年6月20日于台北博爱营区颁授[11]）
- 三等寶鼎勳章（2024年11月14日於台北總統府颁授[12]）